# Vitamina C (album)
Vitamina C è un album discografico del 1979 di Daniele Pace.

## Descrizione
Venne pubblicato in Italia e in Portogallo dalla Baby Records e, in Germania, dalla RCA Victor con una diversa copertina; nel 1987 venne ripubblicato in Italia dalla CGD.

## Tracce
1. La spirale – 4:33 (C.Conti, Daniele Pace, M.Panzeri)
2. Ma che casino – 3:35 (C.Conti, Daniele Pace)
3. Che t'aggia fà – 2:45 (C.Conti, Daniele Pace)
4. San Gennaro – 3:55 (C.Conti, Daniele Pace)
5. Mamma Margherita – 3:18 (Laura Giordano e Daniele Pace)
6. Picceré – 3:15 (Laura Giordano e Daniele Pace)
7. Vaffanculo – 5:07 (C.Conti, Daniele Pace, M.Panzeri)
8. Donna Maddalena – 2:45
9. Chiano chiano – 3:08 (Daniele Pace)
10. Orgasmo – 5:21 (C.Conti, Daniele Pace, M.Panzeri)

Durata totale: 37:42